# Arcebispado búlgaro de Ocrida
O Arcebispado de Ocrida (em grego:  Αρχιεπισκοπή Αχρίδος, em macedônio/macedónio:  Охридска архиепископија) ou Arcebispado búlgaro de Ocrida, também conhecido como Arcebispado de Justiniana Prima e Toda Bulgária, foi uma Igreja Ortodoxa autocéfala (de fato) histórica, de jure subordinada ao Patriarcado Ecumênico, estabelecida nas terras búlgaras conquistadas pelo Império Bizantino em 1018, cuja sede foi a cidade de Ocrida. Nas fontes do séc. XI-XII é mencionado como Arcebispado da Bulgária. A arquidiocese existiu continuamente nos anos de 1018 a 1767, quando foi extinta de maneira não canônica pelo sultão otomano, por insistência do patriarca de Constantinopla Samuel, devido à iminente Guerra Russo-Turca (1768–1774), e suas eparquias foram anexadas pelo Patriarcado de Constantinopla.

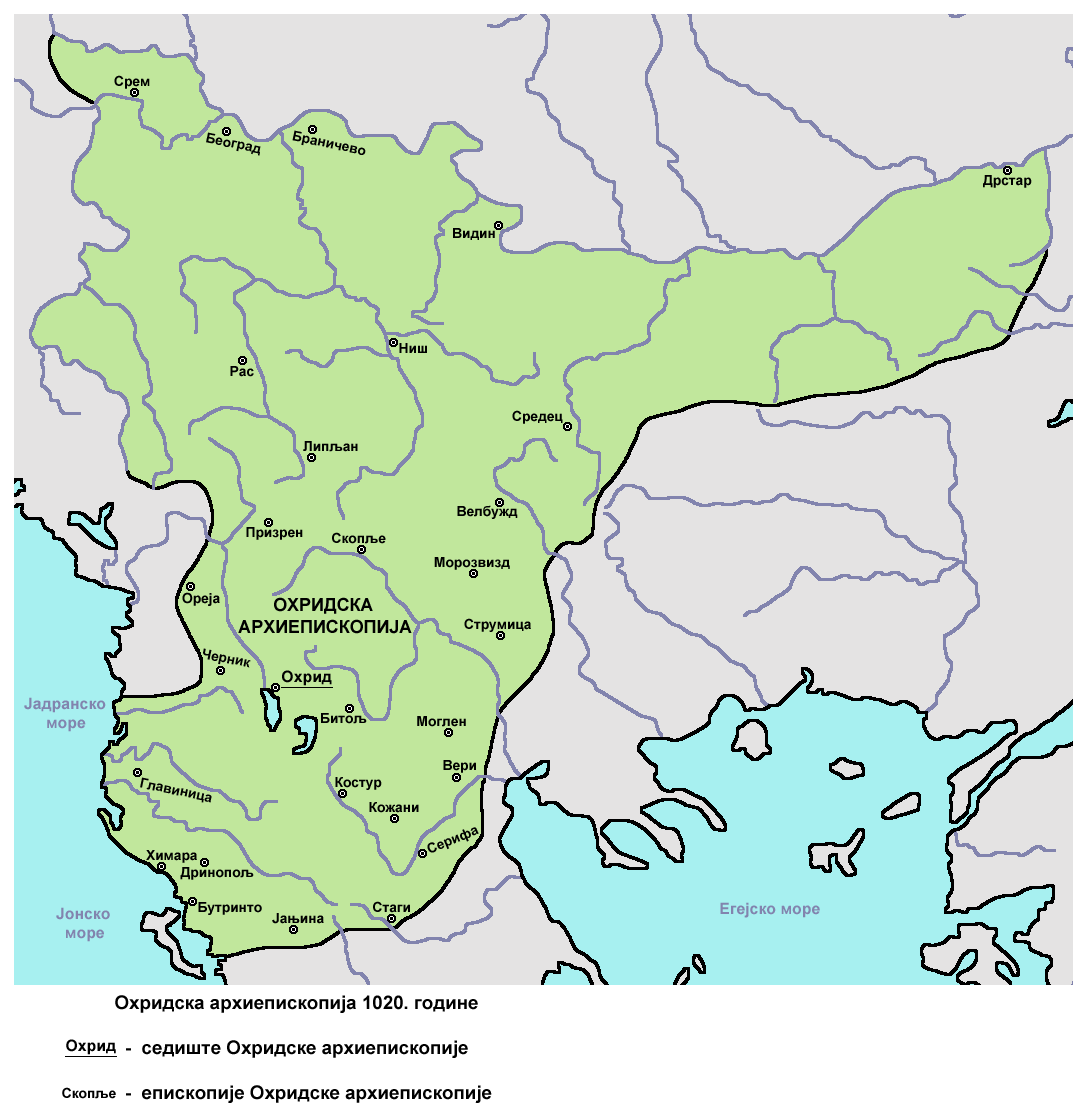
Arquidiocese de Ocrida em 1020

A arquidiocese autocéfala de Ocrida foi a ressurreição bizantina do Arcebispado de Justiniana Prima, como uma Igreja para os búlgaros, sérvios, albaneses e aromanos — fundada por Basílio II Bulgaróctono e dissolvida por Mustafá III. O núcleo histórico da arquidiocese era a região de Cutmichevitsa. 

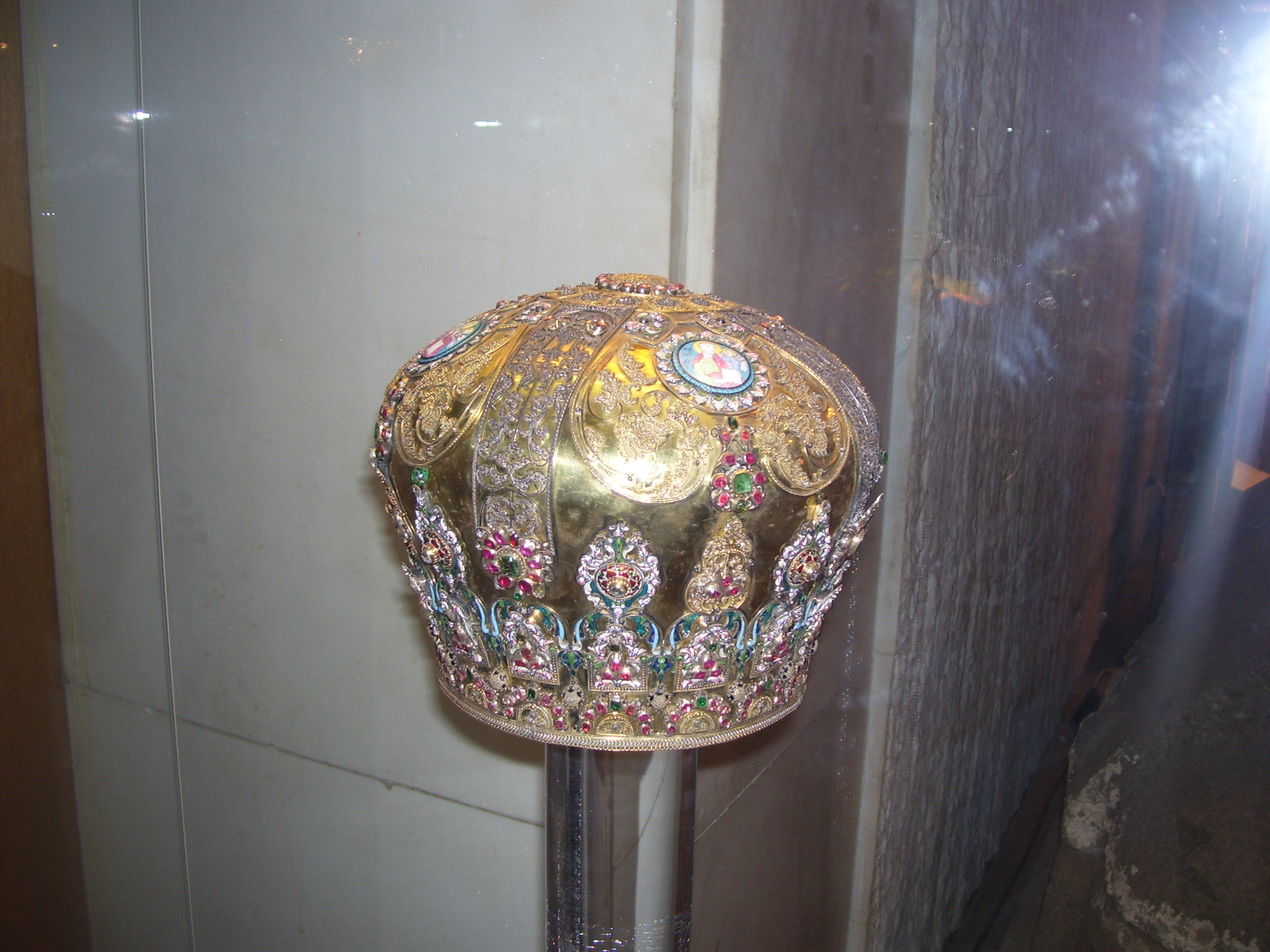
Mitra do arcebispo de Ocrida (Museu de História Nacional, Sofia).

Foi a sucessora legal do patriarcado búlgaro abolido - o patriarcado de Preslava, mas não é a mesma Igreja, porque depois de um sobor em Lapseki, em 1235, o antigo patriarcado búlgaro foi restaurado por João Asen II da Bulgária como patriarcado de Tarnovo.
Com base na eparquia da Ráscia, juntamente com  outras três antigas eparquias (Lipljan, Prisreno, Sirmio) da arquidiocese de Ocrida, o chamado patriarcado de Peć foi fundado por Estêvão Uresis IV da Sérvia, em 16 de abril de 1346, num sobor em Escópia, onde o arcebispo sérvio, Joanício II, foi elevado a patriarca. O arcebispado de Ocrida não foi anexado ao patriarcado de Peć, mantendo sua autocefalia, reconhecendo apenas o primado honorário do patriarca sérvio, com cátedra em Peć.
De acordo com alguns relatórios, até 1037, a sé de Kiev estava subordinada à arquidiocese de Ocrida, e não ao Patriarcado de Constantinopla.